# 蘭比爾·卡浦爾
蘭比爾·卡浦爾（英語：Ranbir Kapoor，發音：[ɾəɳˈbiːɾ kəˈpuːɾ]，1982年9月28日—），印度男演員，主要拍攝印地語電影（寶萊塢）。他是寶萊塢的高收入演員，自2012年以來長期入選《富比士印度》的百大名人榜。卡浦爾也贏得了諸多獎項，包括多座印度電影觀眾獎。
卡浦爾是演員里希·卡浦爾及妮图·辛格之子，演員兼導演拉吉·卡浦爾之孫。他在山傑·李拉·班沙里電影《黑色的風采》（2005年）擔任助理導演後，憑藉主演同導演的《莎華麗雅》（2007年）出道，但影評及票房皆不佳。卡浦爾之後以《草莓小少爺》和《古怪小子的神奇故事》（皆2009年）這兩部片而聲名鵲起。
卡浦爾憑《寶萊塢之搖滾巨星》（2011年）及《戀戀大吉嶺》（2012年）贏得連續兩屆的印度電影觀眾獎最佳男主角，而《那些年我們瘋狂的青春》（2013年）則進一步奠定了他的明星地位。但隨後的幾部作品除了《堅硬的心》（2016年）與《巨星桑君》（2018年）外，票房皆失利；《巨星桑君》也為他贏得了又一座印度電影觀眾獎。事業中斷一段時間後，卡浦爾主演了口碑褒貶不一的《梵天神器：滅世開端》（2022年）和《獸性狂徒》（2023年），但《獸性狂徒》創下他個人的票房紀錄，更為此贏得了第四座印度電影觀眾獎最佳男主角。
除了演藝事業外，卡浦爾還推動慈善事業，也是印度超級聯賽球隊孟買城足球俱樂部的共同所有者。他與演員艾莉雅·巴特結婚，並育有一女。

## 早年及家族
蘭比爾·卡浦爾1982年9月28日生於馬哈拉施特拉邦孟買，父母里希·卡浦爾及妮图·辛格都是寶萊塢演員。他是演員普利特维拉·卡浦尔的曾孫，也是演員兼導演拉吉·卡浦爾之孫。姊姊莉迪瑪（Riddhima，生於1980年）是室內設計師兼時裝設計師。叔叔是演員蘭迪·卡浦爾，其女卡麗詩瑪·卡浦爾及卡琳娜·卡浦爾（皆演員）是蘭比爾·卡浦爾的堂姊妹。他具有旁遮普血統，父親是印度教徒，母親是錫克教徒。他在孟買蘇格蘭學校接受教育。他在學生時期，對學習興趣不大，成績落後於同齡人。不過，他表示自己在運動方面表現較好，尤其是足球。

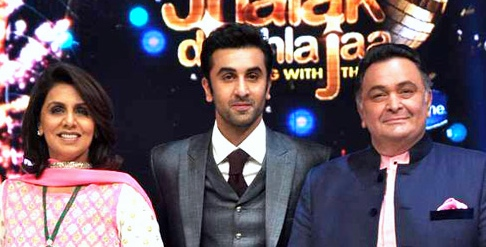
2012年，卡浦爾與父母里希·卡浦爾及妮图·辛格·卡浦尔一起參加真人秀節目《驚鴻一瞥 (電視節目)》

卡浦爾一直直言不諱地講述了父母婚姻問題對自己童年的影響：「有時，爭吵會惡化。我會坐在台階上，頭夾在膝蓋之間，直到凌晨五六點，等著他們吵完。」這些經歷導致「情緒積壓在他心裡」，迫使自己對電影產生了興趣。早年，卡浦爾與母親關係密切，與父親則較不正常。他在完成第十次大考後，到父親導演電影《寻爱旅途》（1999年）中擔任助理導演，才逐漸修復與父親的關係。
卡浦爾在HR商業和經濟學院完成大學預科教育後，搬到紐約市並就讀視覺藝術學院學習電影製作，隨後到李·斯特拉斯伯格戲劇電影學院學習方法表演。在電影學院期間，他執導並主演了兩部短片——《愛的激情》（Passion to Love）及《印度1964》（India 1964）。獨自生活在紐約的孤獨感，加上在電影學校的經歷（他形容這些經歷「毫無用處」）激勵自己追求寶萊塢事業。卡浦爾返回孟買後，被聘為山傑·李拉·班沙里電影《黑色的風采》（2005年）的助理導演。他描述了這段經歷：「從早上七點到凌晨四點，我被毆打、虐待，從清潔地板到修燈，做著各種各樣的事情，但我每天都在學習。」他後來表示，參與《黑色的風采》的動機是為了讓班沙里給自己演出的機會。

## 私生活

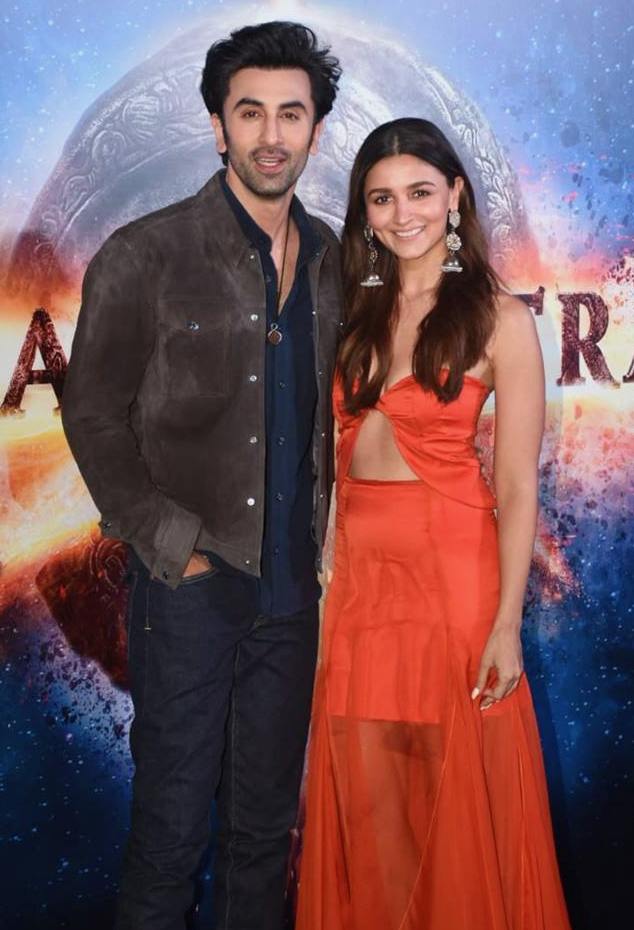
卡浦爾與妻子艾莉雅·巴特於2021年

卡浦爾長期直言不諱地談論私生活，並表示父母的婚姻教會了自己人際關係是多麼複雜。他在七年級時第一次談了場認真的戀愛，結束後患上了抑鬱症。2008年，卡浦爾在拍攝《愛情你我他》時，開始與搭檔荻皮卡·帕都恭交往。這段關係吸引了印度媒體的大量報導，並猜測兩人即將訂婚。但兩人在一年後分手。卡浦爾堅稱是友好分手，但媒體普遍報導分手的理由來自卡浦爾的不忠。卡浦爾後來承認：「是的，出於不成熟、缺乏經驗、利用某些試探、冷酷無情，我有過不忠。」2015年下半年，卡浦爾表示，彼此都已解決了衝突並繼續過著各自的生活。自分手以來，他一直不願公開討論私生活。
2009年，在製作《古怪小子的神奇故事》期間，首次出現了與卡特麗娜·卡芙的戀情傳聞。2013年8月，《星塵》雜誌刊登了一組狗仔隊拍到的卡浦爾和卡芙在西班牙海灘的照片。卡浦爾最初拒絕談論這段關係，直到2015年才承認：「我們倆都很確定彼此的關係，如果我們現在不公開，那就是對這段關係的不尊重。」2016年2月，有媒體報導兩人已分手。此外，卡浦爾也談到自己沉迷於菸酒。
2018年，他開始與在《梵天神器：滅世開端》同台演出的艾莉雅·巴特交往。2022年4月14日，卡浦爾在孟買的家中舉行私人儀式與巴特結婚。2022年11月，巴特生下了女兒拉哈（Raha）。

## 作品列表

### 電影
| 年份 | 片名                        | 角色                                    | 附註                                   | 來源          |
| ---- | --------------------------- | --------------------------------------- | -------------------------------------- | ------------- |
| 1999 | 《寻爱旅途》                | 不適用                                  | 助理導演                               | [ 39 ]        |
| 2004 | 《業力》（Karma）                | 雅利安·馬爾霍特拉（Aryan Malhotra）                   | 短片                                   | [ 40 ]        |
| 2005 | 《黑色的風采》              | 不適用                                  | 助理導演                               | [ 41 ]        |
| 2007 | 《莎華麗雅》                | 蘭比爾·拉吉（Ranbir Raj）                         |                                        | [ 42 ]        |
| 2008 | 《愛情你我他》              | 拉吉·夏爾馬（Raj Sharma）                         |                                        | [ 43 ]        |
| 2009 | 《偶然運氣》                | 他自己                                  | 特別演出                               | [ 44 ]        |
| 2009 | 《草莓小少爺》              | 悉達多·「席德」·梅赫拉（Siddharth "Sid" Mehra）              |                                        | [ 45 ]        |
| 2009 | 《古怪小子的神奇故事》      | 普雷姆·香卡·夏爾馬（Prem Shankar Sharma）                  |                                        | [ 46 ]        |
| 2009 | 《Rocket Singh 年度銷售員》 | 哈普里特·辛格·貝迪（Harpreet Singh Bedi）                  |                                        | [ 47 ]        |
| 2010 | 《土地》                    | 薩馬爾·普拉塔普（Samar Pratap）                     |                                        | [ 48 ]        |
| 2010 | 《还愿之旅》                | 阿克希（Akash）                              |                                        | [ 49 ]        |
| 2011 | 《茜拉派对》                | 他自己                                  | 特別演出歌曲：〈魚夫人〉（Tai Tai Phish）           | [ 50 ]        |
| 2011 | 《寶萊塢之搖滾巨星》        | 賈納丹·賈哈爾／喬丹（Janardan Jakhar / Jordan）                 |                                        | [ 51 ]        |
| 2012 | 《戀戀大吉嶺》              | 墨菲·「巴菲」·強森（Murphy "Barfi" Johnson）                  |                                        | [ 52 ]        |
| 2013 | 《孟買之音》                | 他自己                                  | 特別演出歌曲：〈我們的孟買之音〉       | [ 53 ]        |
| 2013 | 《青春洋溢色彩》            | 卡比爾·「邦尼」·塔帕（Kabir "Bunny" Thapar）                |                                        | [ 54 ]        |
| 2013 | 《無恥之徒》                | 巴布利（Babli）                              | 兼歌曲〈愛情的鐘聲〉（Love Ki Ghanti）的代唱歌手     | [ 55 ] [ 56 ] |
| 2014 | 《鬼纳特归来》              | 他自己                                  | 特別演出                               | [ 57 ]        |
| 2014 | 《來自星星的傻瓜PK》        | 外星人                                  | 客串                                   | [ 58 ]        |
| 2015 | 《羅伊》                    | 羅伊（Roy）                                |                                        | [ 39 ]        |
| 2015 | 《孟買天鵝絨》              | 強尼·巴爾拉吉（Johnny Balraj）                       |                                        | [ 59 ]        |
| 2015 | 《愛情說書人》              | 韋德·瓦爾丹·薩尼（Ved Vardhan Sahni）                    |                                        | [ 60 ]        |
| 2016 | 《堅硬的心》                | 阿揚·桑格（Ayan Sanger）                           |                                        | [ 61 ]        |
| 2017 | 《寶萊塢之華麗冒險》        | 賈加·巴奇（Jagga Bagchi）                           | 兼監製                                 | [ 62 ]        |
| 2018 | 《愛，每平方英尺》          | 加圖（Gattu）                                | 客串                                   | [ 63 ]        |
| 2018 | 《遺願清單》                | 他自己                                  | 馬拉地語電影；特別演出                 | [ 64 ]        |
| 2018 | 《巨星桑君》                | 桑傑·達特                               | 兼歌曲〈巴巴說夠了〉（Baba Bolta Hain Bas Ho Gaya）的代唱歌手     | [ 65 ]        |
| 2022 | 《沙姆謝拉》                | 沙姆謝拉（Shamshera）／巴利（Balli）                  |                                        | [ 66 ]        |
| 2022 | 《梵天神器：滅世開端》      | 希瓦（Shiva）                                | 兼監製                                 | [ 67 ]        |
| 2022 | 《火箭幫》                  | 安吉爾（Angel）                              | 特別演出歌曲：〈每個孩子都是火箭〉（Har Bachcha Hai Rocket） | [ 68 ]        |
| 2022 | 《我是葛爷》                | 他自己                                  | 特別演出歌曲：〈電〉（Bijli）               | [ 69 ]        |
| 2023 | 《你說謊我騙人》            | 羅漢·「米奇」·阿羅拉（Rohan "Mickey" Arora）                |                                        | [ 70 ]        |
| 2023 | 《獸性狂徒》                | 蘭維傑·「維傑」·辛（Ranvijay "Vijay" Singh）／阿齊茲·哈克（Aziz Haque） |                                        | [ 71 ]        |
| 2026 | 《羅摩衍那：第一部》        | 羅摩                                    |                                        | [ 72 ]        |
| 2026 | 《愛情與戰爭》（Love & War）          |                                         |                                        | [ 73 ]        |

### 電視
| 年份                     | 節目名 | 角色   | 附註 | 來源   |
| ------------------------ | ------ | ------ | ---- | ------ |
| 《第54屆印度電影觀眾獎》 | 2009   | 主持人 |      | [ 74 ] |
| 《第56屆印度電影觀眾獎》 | 2011   | 主持人 |      | [ 75 ] |
| 《第57屆印度電影觀眾獎》 | 2012   | 主持人 |      | [ 76 ] |
| 《第59屆印度電影觀眾獎》 | 2014   | 主持人 |      | [ 77 ] |

### MV
| 歌名                   | 年份 | 角色   | 演唱者                                          | 來源   |
| ---------------------- | ---- | ------ | ----------------------------------------------- | ------ |
| 〈我們的聲音再次相遇〉 | 2010 | 他自己 | 多人                                            | [ 78 ] |
| 〈嘗試微笑〉（Smile Deke Dekho）       | 2019 | 他自己 | 阿米特·特里維迪與桑妮蒂·喬寒、納卡什·阿齊茲合唱 | [ 79 ] |

## 備註
1. 1 2  卡浦爾在片中一人分飾兩角。

## 外部連結
- 蘭比爾·卡浦爾在互联网电影资料库（IMDb）上的資料（英文）